# Unione Sportiva Recanatese 2023-2024
Questa voce raccoglie le informazioni riguardanti l'Unione Sportiva Recanatese nelle competizioni ufficiali della stagione 2023-2024.

## Divise e sponsor
| Casa | Trasferta |

## Rosa
Aggiornata al 10 maggio 2024.
| N. |                    | Ruolo | Calciatore                   |
| -- | ------------------ | ----- | ---------------------------- |
| 1  | Italia (bandiera)  | P     | Gabriel Meli                 |
| 2  | Italia (bandiera)  | D     | Angelo Veltri                |
| 3  | Italia (bandiera)  | D     | Gabriele Quacquarelli        |
| 3  | Italia (bandiera)  | D     | Nicholas Allievi             |
| 4  | Italia (bandiera)  | C     | Antonio Prisco               |
| 5  | Albania (bandiera) | D     | Cristian Shiba               |
| 6  | Gambia (bandiera)  | C     | Francis Gomez                |
| 7  | Italia (bandiera)  | A     | Luca Senigagliesi            |
| 7  | Russia (bandiera)  | D     | Andrea Pelamatti             |
| 8  | Italia (bandiera)  | C     | Gianluca Carpani             |
| 9  | Italia (bandiera)  | A     | Federico Melchiorri          |
| 10 | Italia (bandiera)  | C     | Alessandro Sbaffo (capitano) |
| 11 | Italia (bandiera)  | A     | Mirco Lipari                 |
| 12 | Italia (bandiera)  | P     | Tommaso Tiberi               |
| 13 | Italia (bandiera)  | D     | Luca Ricci                   |
| 14 | Italia (bandiera)  | D     | Edoardo Ferrante             |
| 16 | Italia (bandiera)  | C     | Biagio Morrone               |

| N. |                     | Ruolo | Calciatore          |
| -- | ------------------- | ----- | ------------------- |
| 17 | Italia (bandiera)   | C     | Destiny Egharevba   |
| 19 | Italia (bandiera)   | D     | Alessandro Raimo    |
| 21 | Italia (bandiera)   | A     | Daniel Giampaolo    |
| 21 | Italia (bandiera)   | A     | Filippo Guidobaldi  |
| 22 | Italia (bandiera)   | P     | Nicola Mascolo      |
| 23 | Honduras (bandiera) | C     | Valerio Marinacci   |
| 24 | Italia (bandiera)   | C     | Marco Raparo        |
| 25 | Italia (bandiera)   | D     | Gianluca Longobardi |
| 28 | Italia (bandiera)   | D     | Moussa Mané         |
| 30 | Italia (bandiera)   | C     | Giovanni Canonici   |
| 30 | Italia (bandiera)   | C     | Andrea Mazia        |
| 31 | Italia (bandiera)   | C     | Mattia Fiorini      |
| 33 | Italia (bandiera)   | D     | Francesco Rizzo     |
| 37 | Italia (bandiera)   | C     | Daniele Ferretti    |
| 54 | Italia (bandiera)   | D     | Manuel Peretti      |
| 74 | Italia (bandiera)   | A     | Matteo Ahmetaj      |
| 97 | Italia (bandiera)   | C     | Alessio Re          |

## Risultati

### Serie C

#### Girone di andata
| Arbitro: | Gasperotti (Rovereto) |

|                      |           |                       |
| Antonelli 48’ (aut.) | Marcatori | 29’ Ruocco 50’ Scotto |

| Arbitro: | Zoppi (Firenze) |

|                     |           |  |
| Cerri 4’ Guerra 63’ | Marcatori |  |

| Arbitro: | Ceriello (Chiari) |

|                |           |                                                    |
| Melchiorri 60’ | Marcatori | 18’ Gucher 52’ (rig.) Rizzo Pinna 90+7’ Tumbarello |

| Arbitro: | Ubaldi (Roma 1) |

|  |           |               |
|  | Marcatori | 58’ Giampaolo |

| Arbitro: | Gangi (Enna) |

|                           |           |                            |
| Nicastro 31’ Catanese 53’ | Marcatori | 37’ Melchiorri 39’ Carpani |

| Arbitro: | Catanoso (Reggio Calabria) |

|             |           |  |
| Morrone 19’ | Marcatori |  |

| Arbitro: | Cerbasi (Arezzo) |

|                           |           |                                           |
| Lamesta 45+1’ Morra 90+1’ | Marcatori | 2’ Carpani 8’ Melchiorri 90+2’ Longobardi |

| Arbitro: | Di Reda (Molfetta) |

|                        |           |  |
| Sbaffo 20’ Carpani 62’ | Marcatori |  |

| Arbitro: | Gandino (Alessandria) |

|              |           |  |
| Da Pozzo 47’ | Marcatori |  |

| Recanati 26 ottobre 2023, ore 20:45 CEST 10ª giornata | Recanatese           | 0 – 0 referto | Perugia | Stadio Nicola Tubaldi (1 339 spett.)\| Arbitro: \| Pezzopane (L'Aquila) \| |
| Arbitro:                                              | Pezzopane (L'Aquila) |               |         |                                                                            |

| Arbitro: | Lovison (Padova) |

|                            |           |                               |
| Tommasini 35’ Cangiano 72’ | Marcatori | 61’ Morrone 70’, 90+1’ Lipari |

| Arbitro: | Di Francesco (Ostia Lido) |

|                          |           |                   |
| Sbaffo 4’ Melchiorri 17’ | Marcatori | 37’, 74’ Candiano |

| Arbitro: | Silvestri (Roma 1) |

|                                            |           |             |
| Sbaffo 71’, 84’ Ferretti 74’ Morrone 90+2’ | Marcatori | 83’ Dessena |

| Arbitro: | Perri (Roma 1) |

|                          |           |  |
| Spagnoli 52’, 69’ (rig.) | Marcatori |  |

| Arbitro: | Maccarini (Arezzo) |

|            |           |                |
| Carpani 7’ | Marcatori | 90’ Volpicelli |

| Arbitro: | D'Eusanio (Faenza) |

|                    |           |               |
| Schiavi 31’ (rig.) | Marcatori | 45+2’ Carpani |

| Arbitro: | Crezzini (Siena) |

|              |           |                         |
| Ferretti 77’ | Marcatori | 6’ Silvestri 8’ Shpendi |

| Arbitro: | Castellone (Napoli) |

|                                                |           |            |
| Chierico 8’ (rig.) Bernardotto 26’ Bumbu 45+4’ | Marcatori | 53’ Sbaffo |

| Arbitro: | Nigro (Prato) |

|  |           |            |
|  | Marcatori | 16’ Parodi |

#### Girone di ritorno
| Arbitro: | Caldera (Como) |

|                                  |           |                           |
| Dametto 10’ Mastinu 29’ Idda 65’ | Marcatori | 24’ Lipari 61’ Melchiorri |

| Arbitro: | Viapiana (Catanzaro) |

|            |           |                 |
| Sbaffo 59’ | Marcatori | 74’ Muharemović |

| Arbitro: | Burlando (Genova) |

|                                 |           |                |
| Rizzo Pinna 31’, 39’ Yeboah 61’ | Marcatori | 81’ Melchiorri |

| Arbitro: | Renzi (Pesaro) |

|              |           |                                  |
| Sbaffo 90+3’ | Marcatori | 23’ Misuraca 25’ Scorza 35’ Fort |

| Arbitro: | Mbei (Cuneo) |

|                                        |           |                                               |
| Carpani 15’, 41’ Raimo 53’ Ahmetaj 61’ | Marcatori | 21’, 23’, 32’ Delpupo 29’ Perretta 55’ Ianesi |

| Arbitro: | Iannello (Messina) |

|               |           |  |
| Antenucci 78’ | Marcatori |  |

| Arbitro: | Ursini (Pescara) |

|             |           |                                         |
| Carpani 16’ | Marcatori | 4’ Garetto 43’ Malagrida 58’, 73’ Morra |

| Arbitro: | Rispoli (Locri) |

|                |           |  |
| Gucci 53’, 65’ | Marcatori |  |

| Arbitro: | Luongo (Napoli) |

|                    |           |  |
| Zagnoni 27’ (aut.) | Marcatori |  |

| Arbitro: | Gianquinto (Parma) |

|              |           |  |
| Seghetti 88’ | Marcatori |  |

| Arbitro: | Peletti (Crema) |

|                                        |           |                       |
| Melchiorri 24’ Lipari 47’ Ferrante 67’ | Marcatori | 5’, 61’ (rig.) Merola |

| Arbitro: | Bozzetto (Bergamo) |

|                         |           |  |
| Candiano 61’ Oliana 70’ | Marcatori |  |

| Arbitro: | Mucera (Palermo) |

|                                                    |           |            |
| Montebugnoli 17’ Nanni 31’ Ragatzu 42’ (rig.), 54’ | Marcatori | 27’ Sbaffo |

| Arbitro: | Lovison (Padova) |

|                           |           |  |
| Pelamatti 36’ Carpani 73’ | Marcatori |  |

| Pineto 30 marzo 2024, ore 20:45 CET 34ª giornata | Pineto           | 0 – 0 referto | Recanatese | Stadio Mimmo Pavone-Alessandro Mariani (500 spett.)\| Arbitro: \| Andreano (Prato) \| |
| Arbitro:                                         | Andreano (Prato) |               |            |                                                                                       |

| Arbitro: | Vergaro (Bari) |

|                                                 |           |              |
| Lipari 8’ Sbaffo 11’ Melchiorri 22’ Carpani 40’ | Marcatori | 80’ Morosini |

| Arbitro: | Turrini (Firenze) |

|                            |           |  |
| Berti 10’, 90’ Corazza 20’ | Marcatori |  |

| Arbitro: | Djurdjevic (Trieste) |

|                        |           |                            |
| Sbaffo 31’, 84’ (rig.) | Marcatori | 13’ (rig.), 80’ Di Massimo |

| Arbitro: | Bordin (Bassano del Grappa) |

|            |           |  |
| Santini 9’ | Marcatori |  |

#### Play-out
| Arbitro: | Crezzini (Siena) |

|                |           |  |
| Melchiorri 41’ | Marcatori |  |

| Arbitro: | Perri (Roma) |

|                                                  |           |                                    |
| Nicastro 26’ Pucciarelli 45’, 90+5’ Mattioli 62’ | Marcatori | 37’ (rig.), 51’ (rig.), 71’ Sbaffo |

### Coppa Italia Serie C

#### Coppa Italia Serie C
| Arbitro: | Colaninno (Nola) |

|                  |           |                                  |
| Longobardi 90+2’ | Marcatori | 90+4’, 111’ Di Paola 93’ Kemayou |